# Ізмайловка (Нижньогородська область)
Ізмайловка (рос. Измайловка) — село у складі Ардатовського району Нижньогородської області. Входить до складу робітничого селища Ардатов. Входило до складу скасованої Котовської сільської ради.

## Географія
Розташоване за 10 км на північний захід від робітничого поселення Ардатов.
У селі є три озера. З самого північного озера витікає струмок, що тече на північ до річки Леметь. З південного витікає струмок, що тече на південний схід.
Вулиці розташовуються уздовж струмків, повторюючи їх русло.

## Населення
| 1999 | 2002 | 2010 |
| ---- | ---- | ---- |
| 143  | ↘126 | ↘87  |